# Skórnik krwawiący

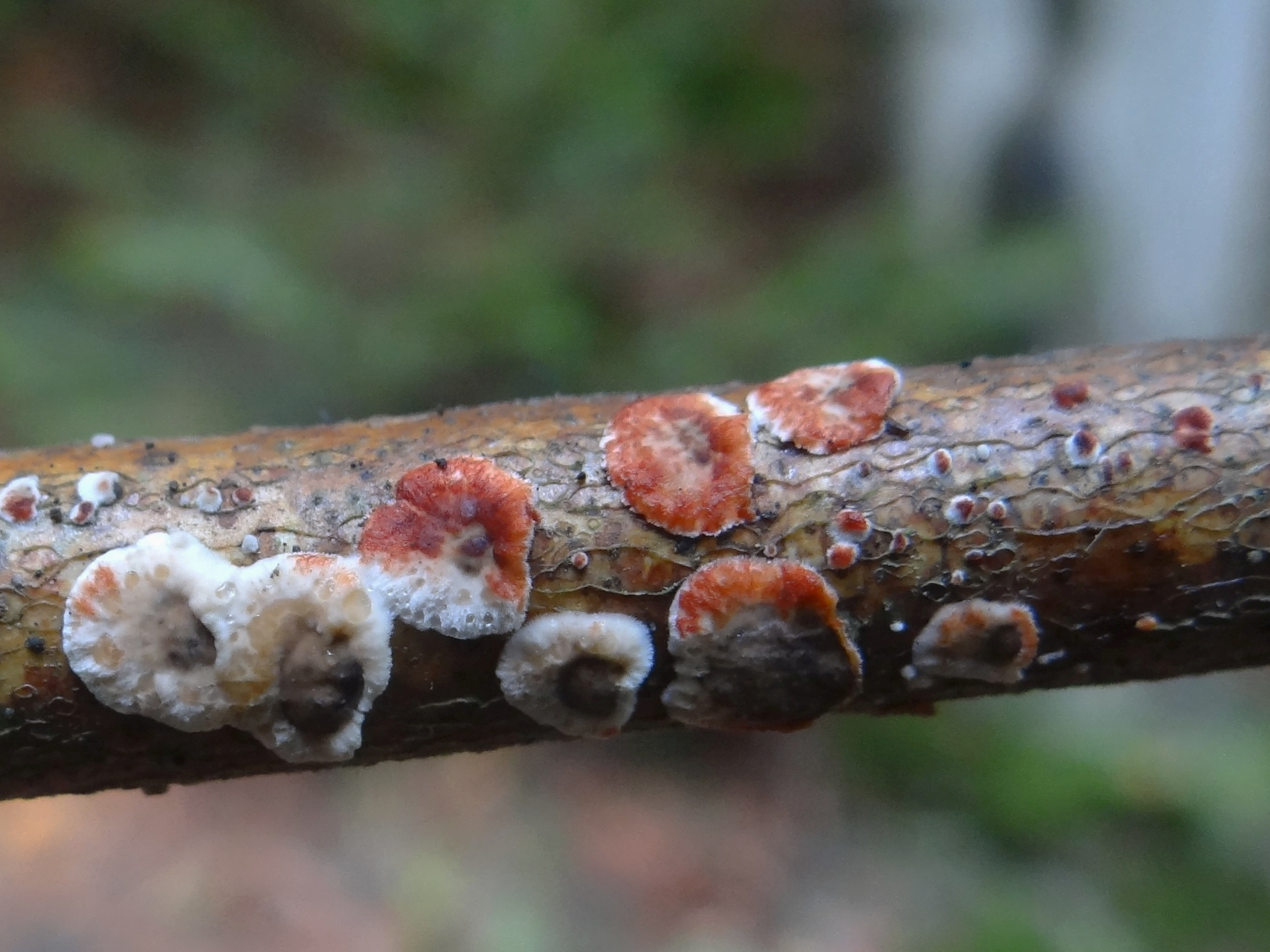

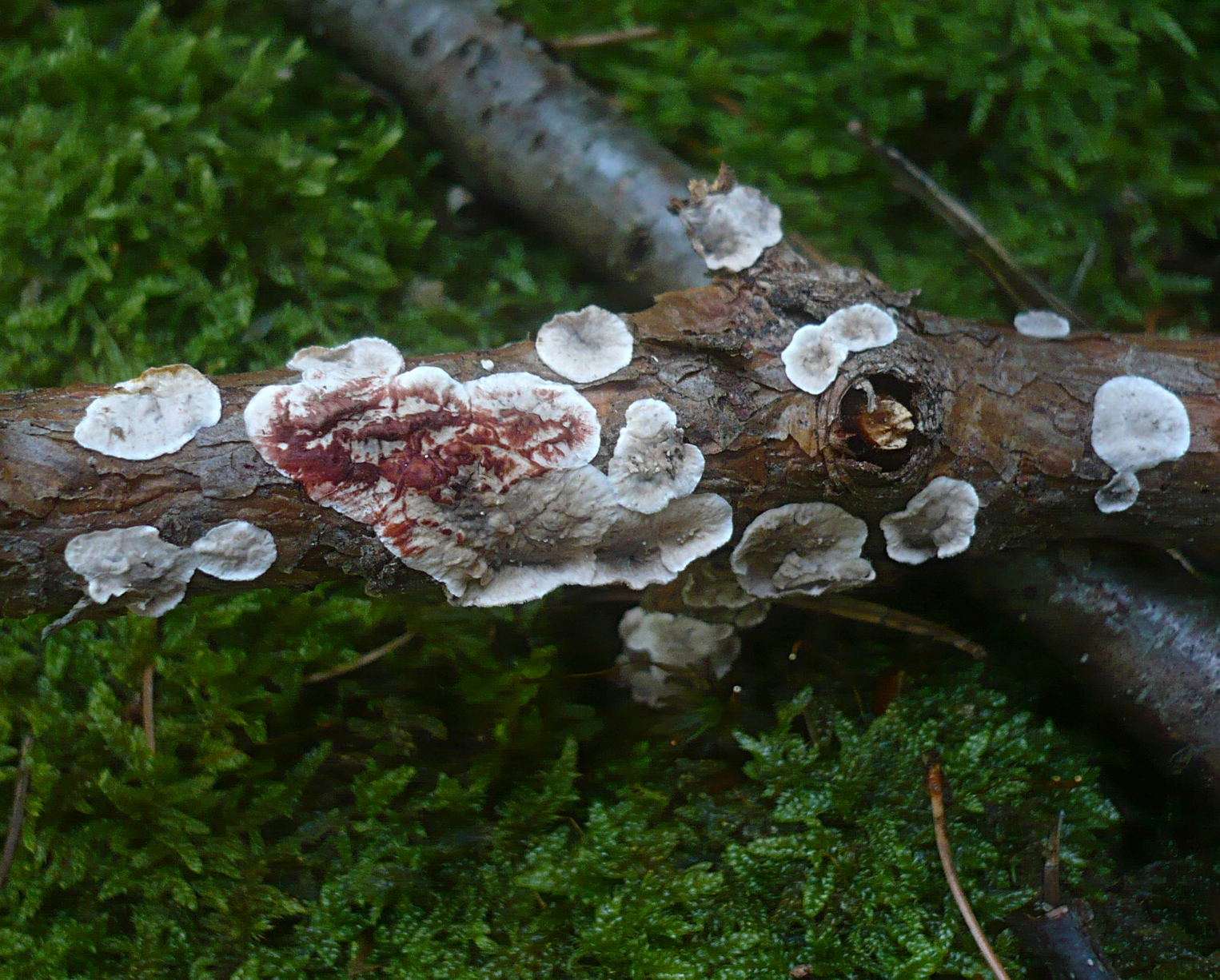

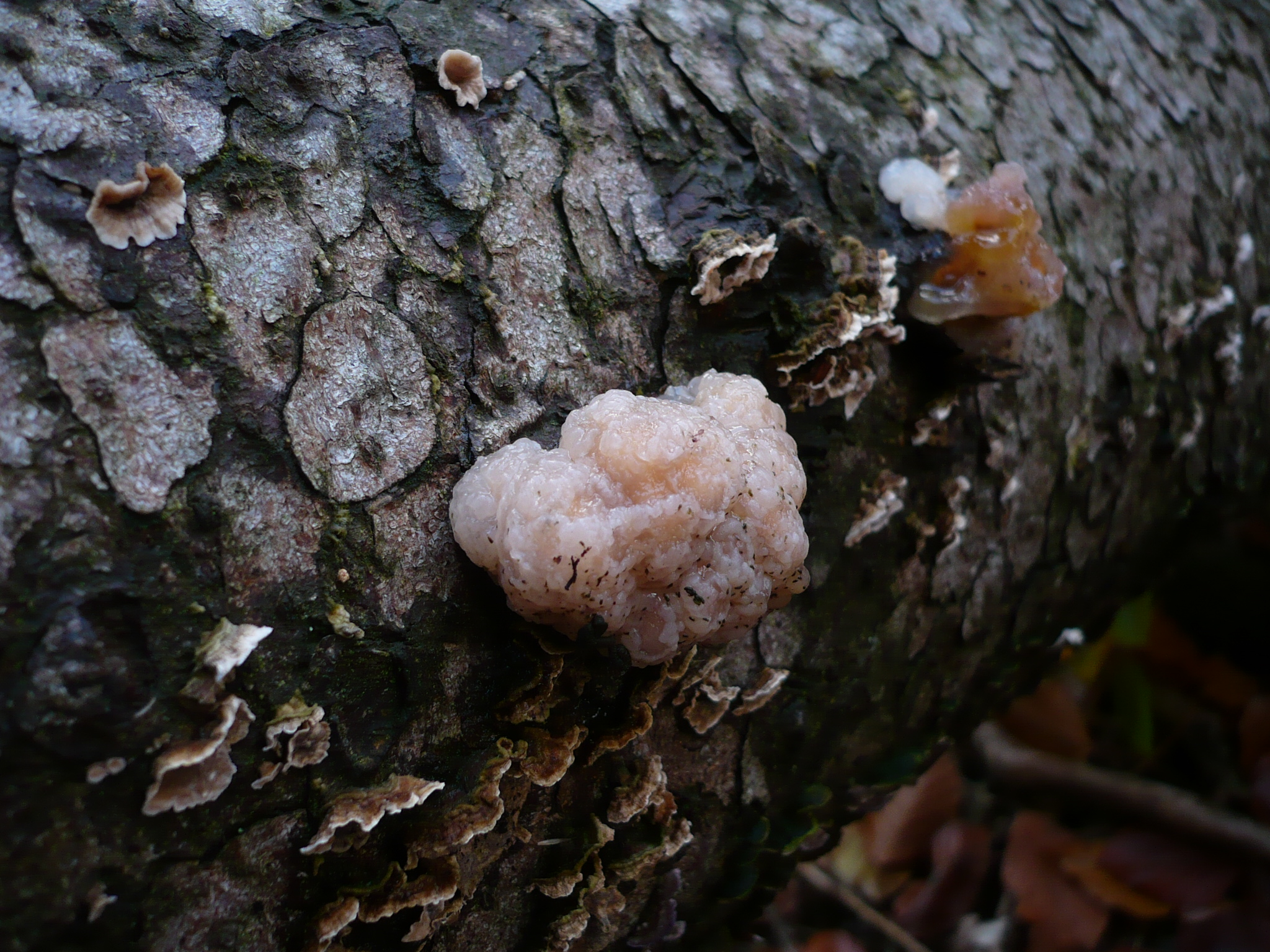
Skórnik krwawiący i pasożytujący na nim trzęsak mózgowaty

Skórnik krwawiący (Stereum sanguinolentum (Alb. & Schwein.) Fr.) – gatunek grzybów należący do rodziny skórnikowatych (Stereaceae). 

## Systematyka i nazewnictwo
Pozycja w klasyfikacji według Index Fungorum: Stereum, Stereaceae, Russulales, Incertae sedis, Agaricomycetes, Agaricomycotina, Basidiomycota, Fungi.
Takson ten po raz pierwszy zdiagnozowali J.B von Albertini i L.D. Schweinitz jako Thelephora sanguinolenta w 1805 r. Do rodzaju Stereum przeniósł go Elias Fries w 1838 r.
Nazwę polską nadali Barbara Gumińska i Władysław Wojewoda w 1965 r. Wcześniej opisywany był pod nazwą skórnik kędzierzawy.
Synonimy naukowe:
- Auricularia sanguinolenta (Alb. & Schwein.) Grev. 1826
- Haematostereum sanguinolentum (Alb. & Schwein.) Pouzar 1959
- Merulius sanguinolentus (Alb. & Schwein.) Spreng. 1827
- Phlebomorpha sanguinolenta (Alb. & Schwein.) Pers. 1822
- Stereum balsameum Peck 1875
- Stereum balsameum Peck 1875 f. balsameum
- Stereum balsameum f. reflexum Peck 1894
- Stereum rigens (P. Karst.) Sacc. 1888
- Stereum sanguinolentum f. alpinum Pilát 1926
- Stereum sanguinolentum (Alb. & Schwein.) Fr. 1838 f. sanguinolentum
- Stereum sanguinolentum subsp. rigens P. Karst. 1882
- Stereum sanguinolentum (Alb. & Schwein.) Fr. 1838  subsp. sanguinolentum
- Thelephora sanguinolenta Alb. & Schwein. 1805
- Thelephora sericea var. sanguinolenta (Alb. & Schwein.) Pers. 1822

## Morfologia
Owocniki
Jednoroczne, rozpostarte o kolistym kształcie. Rosną na dolnej lub bocznej stronie powalonych pni i gałęzi lub na pionowych, martwych pniach. W tym ostatnim przypadku dachówkowato ułożone owocniki mają na 3–4 mm odgięte górne brzegi. Początkowo pojawiają się pojedyncze owocniki, z czasem jest ich coraz więcej i rozrastając się zlewają się z sobą, czasami pokrywając duże powierzchnie. Owocniki mają grubość 0,4–0,6 mm, górną powierzchnię koncentrycznie strefowaną, początkowo pokrytą przylegającymi włókienkami, potem nagą. Barwa białawoszara, z ciemniejszymi strefami, bladobrunatna lub szarobrunatna. Brzeg ostry, biały lub białawy. Kontekst bardzo cienki, miękki, skórkowaty, po wyschnięciu łykowaty. Hymenium gładkie lub z drobnymi guzkami, podczas suchej pogody często popękane. Ma barwę bladoszarą lub kremowobrunatna. Gdy jest wilgotne po dotknięciu lub uszkodzeniu natychmiast zmienia barwę na czerwoną.
Cechy mikroskopowe
Strzępki włochatej strony owocników są nieco grubościenne i mają szerokość 3–6 μm, strzępki w znajdującej się pod nimi czerwonobrunatnej warstwie korteksu o grubości 15–25 μm są żółtawe i splątane z sobą. W warstwie kontekstu strzępki są dwojakiego rodzaju: cienkościenne septowane, bez sprzążek o szerokości 2–4 μm oraz grubościenne o szerokości 6 μm. Te ostatnie często posiadają czerwonobrunatną zawartość i wyginają się w kierunku subhymenium, kończąc się tam szkieletocystydami. Podstawki maczugowate, 4-sterygmowe o rozmiarach 25–40 × 5–6 μm. Bazydiospory elipsoidalno-cylindryczne, bezbarwne, gładkie, amyloidalne, o rozmiarach 6–10 × 2,5–4,5 μm.

## Występowanie i siedlisko
Poza Antarktydą występuje na wszystkich kontynentach, a także na wielu wyspach. W Polsce jest bardzo pospolity. Na półkuli północnej wszędzie jest pospolity. W Polsce jest jednym z najczęściej 
występujących grzybów na martwym drewnie wśród drzew iglastych.
Występuje w lasach iglastych i mieszanych, rzadziej liściastych, czasami w parkach. Zasiedla pniaki, martwe pnie i gałęzie drzew, zarówno opadłe, jak i znajdujące się jeszcze na drzewach. W Polsce notowany na licznych gatunkach drzew i krzewów iglastych, zarówno krajowych, jak i egzotycznych, uprawianych w parkach, alejach, ogrodach botanicznych i przydomowych. 

## Korelacje międzygatunkowe
Stwierdzono ścisłe współżycie między skórnkiem krwawiącym a niektórymi gatunkami trzpienników (Sirex). Samice trzpienników rozprzestrzeniają bezpłciowe zarodniki skórnika. Przechowywane są w układzie rozrodczym samicy i wraz z jajami składane na drzewie świerka. Rozwijająca się z nich grzybnia wywołuje zgniliznę drewna ułatwiając larwom odżywianie się. Dzięki temu, że samica trzpiennika nakłuwa drewno podczas składania jaj, skórnik łatwiej kolonizuje drzewa żywe, lub martwe, ale świeże.
Na skórniku krwawiącym pasożytuje inny grzyb – trzęsak mózgowaty (Tremella encephala). Podczas badań w drzewostanie sosnowym w Lesie Teutoburskim ustalono, że  występowanie owocników tego trzęsaka jest ściśle skorelowane z występowaniem skórnika krwawiącego. Według badań R.J. Bandoniego biała, wewnętrzna część trzęsaka zbudowana jest z przekształconej grzybni skórnika krwawiącego.

## Znaczenie
Saprotrof rozwijający się głównie na martwym drewnie, czasami jednak rozwija się również na żywych drzewach. Do zdrowego drewna wnika przez rany, np., spowodowane spałowaniem przez jelenie, prace leśne czy lawiny. Powoduje białą zgniliznę twardzieli. Skórnik krwawiący wraz z niszczykiem ząbkowatym są grzybami, które jako pierwsze kolonizują leżące na ziemi drewno iglaste.
Ochrona polega na unikaniu skaleczeń podczas prac leśnych, i zabezpieczaniu  świeżych ran środkami grzybobójczymi.

## Gatunki podobne
Charakterystyczną cechą skórnika krwawiącego jest zmiana barwy na krwistoczerwoną po uciśnięciu, potarciu lub innym uszkodzeniu. Taka reakcja występuje również u dwóch innych gatunków skórników: skórnika dębowego (Stereum gausapatum) i skórnika pomarszczonego (Stereum rugosum). Można je jednak odróżnić morfologicznie, oraz po siedlisku. Skórnik dębowy rośnie głównie na dębach, nigdy na drzewach iglastych. Skórnik pomarszczony również rozwija się tylko na drzewach liściastych, ponadto tworzy wieloletnie i zdrewniałe owocniki. Podobne, ale nie „krwawiące”, są:  włókniczek skórkowaty (Byssomerulius corium) i tarczówka krążkowata (Aleurodiscus disciformis).